# Kościół Świętej Trójcy w Hermaniszkach
Kościół Świętej Trójcy w Hermaniszkach (biał. Касцёл Найсв. Троіцы ў Германішках) – kościół katolicki w dekanacie Raduń, w diecezji grodzieńskiej.

## Historia
Kościół został wybudowany w latach 1886-1909. Pierwsza świątynia powstała w czasach erygowania parafii w 1559 r. W 1965 r. władze sowieckie zamknęły kościół. Parafianie odzyskali dostęp do świątyni w 1987 r. Ponowne poświęcenie kościoła miało miejsce 17 czerwca 2000 r. Obecnie w parafii posługują księża pallotyni.

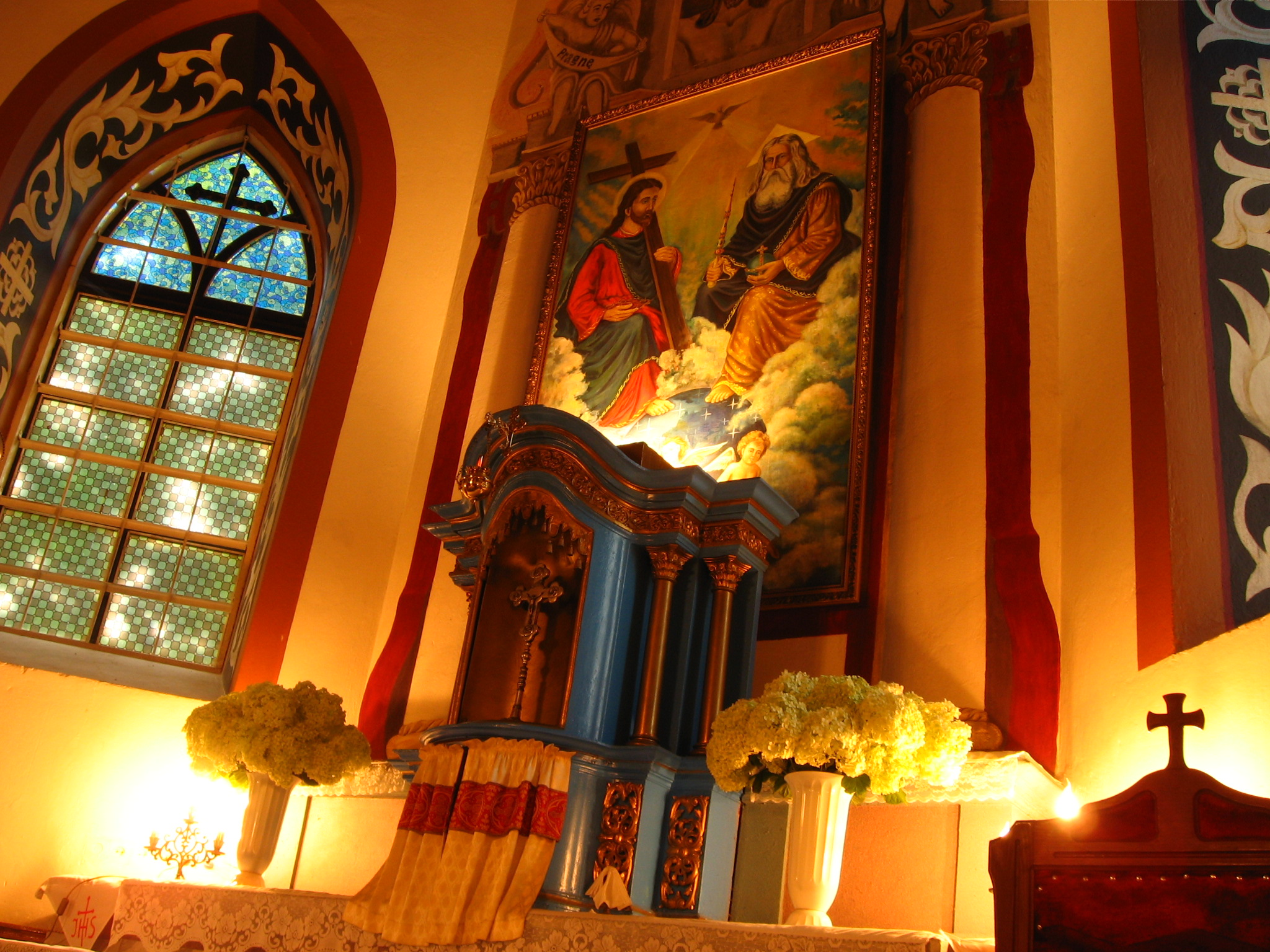
Ołtarz główny